# Jerzy Białłozor (zm. 1783)
Jerzy Białłozor herbu Wieniawa (zm. 10 marca 1783 roku) – podstoli (1721), stolnik (1735), sędzia ziemski i wojski upicki (1756). Trzykrotnie poseł na sejm: 1738, 1748 i 1758.
Właściciel Poniemunia.